# Серњ
Серњ (фр. Cergne) насеље је и општина у источној Француској у региону Рона-Алпи, у департману Лоара која припада префектури Роан.
По подацима из 2011. године у општини је живело 710 становника, а густина насељености је износила 119,73 становника/km². Општина се простире на површини од 5,93 km². Налази се на средњој надморској висини од 664 метара (максималној 787 m, а минималној 476 m).

## Демографија
| 1962. | 1968. | 1975. | 1982. | 1990. | 1999. | 2011. |
| ----- | ----- | ----- | ----- | ----- | ----- | ----- |
| 448   | 475   | 476   | 569   | 650   | 698   | 710   |

График промене броја становника у току последњих година